# Wangowate
Wangowate (Vangidae) – rodzina ptaków z podrzędu śpiewających (Oscines) w obrębie rzędu wróblowych (Passeriformes).

## Występowanie
Rodzina obejmuje gatunki występujące w Afryce, Azji Południowej i Południowo-Wschodniej.

## Charakterystyka
Są to ptaki leśne, polujące na gady, żaby i owady. Gniazda umieszczają na drzewach. Nie podejmują migracji.
Historia naturalna wang przypomina nieco historię zięb Darwina. Przodkowie wszystkich wang po przybyciu na Madagaskar, przystosowali się do wykorzystania różnych nisz ekologicznych, co zaowocowało dynamiczną radiacją i wyodrębnieniem się wielu odmiennych gatunków.

## Systematyka
Do rodziny należą następujące rodzaje:
- Philentoma Eyton, 1845
- Megabyas J. Verreaux & E. Verreaux, 1855 – jedynym przedstawicielem jest Megabyas flammulatus J. Verreaux & E. Verreaux, 1855 – kongowczyk białogardły
- Prionops Vieillot, 1816
- Bias Lesson, 1831 – jedynym przedstawicielem jest Bias musicus (Vieillot, 1818) – kongowczyk czubaty
- Hemipus Hodgson, 1844
- Tephrodornis Swainson, 1832
- Newtonia Schlegel, 1867
- Tylas Hartlaub, 1862 – jedynym przedstawicielem jest Tylas eduardi Hartlaub, 1862 – tylas
- Calicalicus Bonaparte, 1854
- Hypositta A. Newton, 1881 – jedynym przedstawicielem jest Hypositta corallirostris (A. Newton, 1863) – koralodziób
- Leptopterus Bonaparte, 1854 – jedynym przedstawicielem jest Leptopterus chabert (Statius Müller, 1776) – wanga srokata
- Cyanolanius Bonaparte, 1854 – jedynym przedstawicielem jest Cyanolanius madagascarinus (Linnaeus, 1766) – wanga błękitna
- Mystacornis Sharpe, 1870 – jedynym przedstawicielem jest Mystacornis crossleyi (A. Grandidier, 1870) – wanga białowąsa
- Vanga Vieillot, 1816 – jedynym przedstawicielem jest Vanga curvirostris (Linnaeus, 1766) – wanga hakodzioba
- Pseudobias Sharpe, 1870 – jedynym przedstawicielem jest Pseudobias wardi Sharpe, 1870 – wanga żałobna
- Schetba Lesson, 1831 – jedynym przedstawicielem jest Schetba rufa (Linnaeus, 1766) – wanga rdzawa
- Euryceros Lesson, 1831 – jedynym przedstawicielem jest Euryceros prevostii Lesson, 1831 – hełmodziób
- Xenopirostris Bonaparte, 1850
- Oriolia I. Geoffroy Saint-Hilaire, 1838 – jedynym przedstawicielem jest Oriolia bernieri I. Geoffroy Saint-Hilaire, 1838 – wanga stalowa
- Falculea I. Geoffroy Saint-Hilaire, 1836 – jedynym przedstawicielem jest Falculea palliata I. Geoffroy Saint-Hilaire, 1836 – wanga sierpodzioba
- Artamella W.L. Sclater, 1924 – jedynym przedstawicielem jest Artamella viridis (Statius Müller, 1776) – wanga białogłowa